# Дейноцефалы
Дейноцефалы, или диноцефалы (лат. Dinocephalia) — клада примитивных ранних терапсид. Рассматривается в ранге подотряда или отряда. Название означает «ужасноголовые», что связано с развитием утолщения костей черепа (пахиостоза). Размеры обычно крупные (до 6 метров в длину и до 1,5 тонн весом).

## История
Первоначально останки дейноцефалов были найдены в  Южной Африке, затем их распознали среди находок из Приуралья, а в конце XX века они были выделены среди окаменелостей пермского периода, найденных на территории Китая. Первые научно описанные фрагменты костей дейноцефалов были получены из медистых песчаников Приуралья. С. С. Куторга, описавший их в 1838 году, считал, что остатки принадлежат млекопитающим. В этом отношении он оказался ближе к истине, чем Р. Оуэн, который первоначально всех южноафриканских терапсид сближал с крокодилами.

## Описание
Череп очень массивный, заглазничный отдел черепа укорочен, височные ямы открыты вверх, затылок высокий. Предтеменной кости нет. Ноздри не терминальные. Орбиты обычно небольшие. Отверстие теменного глаза на высоком костном бугре. Иногда есть развитый сагиттальный гребень. Вторичного нёба нет. Часто развиты зубы на птеригоидах. Резцы обычно мощные, щёчные зубы слабые. Клыки иногда значительно развиты. Посткраниальный скелет массивный, задние конечности несколько короче передних, передние лапы широко расставлены. Кисти и стопы широкие, симметричные.

## Классификация
Выделяют следующие основные группы:
- Anteosauria — хищные и всеядные примитивные дейноцефалы. Возможно, исходная для прочих дейноцефалов группа. К антеозаврам близок один из самых примитивных дейноцефалов — Stenocybus из перми Китая.
- Тапиноцефалы (Tapinocephalia) — сюда входят титанозухи и собственно тапиноцефалы. Это всеядные и растительноядные дейноцефалы.

К дейноцефалам может принадлежать также семейство Estemmenosuchidae — эстемменозухи. Это очень примитивные крупные терапсиды с чрезвычайно развитой орнаментацией черепа. Их родственные связи неизвестны, эта группа может быть ближе к горгонопсиям либо к бурнетиаморфам. Так называемые эотитанозухии (Eotitanosuchidae) могут быть самыми примитивными дейноцефалами. К примитивным дейноцефалам относят также ропалодонтов. Кроме того, с дейноцефалами сближают няфтазухов и микроураний из средней перми Приуралья. В целом вся группа дейноцефалов сближается с горгонопсиями.
Кладограмма согласно Fraser-King et al., 2019:

|  | Anteosauridae |
|  |               |

|  | Estemmenosuchidae |
|  |                   |

|  | Styracocephalidae |
|  |                   |

|  | Titanosuchidae   |
|  |                  |
|  | Tapinocephalidae |
|  |                  |

|  | Styracocephalidae |
|  |                   |

|  | Titanosuchidae   |
|  |                  |
|  | Tapinocephalidae |
|  |                  |

|  | Estemmenosuchidae |
|  |                   |

|  | Styracocephalidae |
|  |                   |

|  | Titanosuchidae   |
|  |                  |
|  | Tapinocephalidae |
|  |                  |

|  | Styracocephalidae |
|  |                   |

|  | Titanosuchidae   |
|  |                  |
|  | Tapinocephalidae |
|  |                  |

|  | Anteosauridae |
|  |               |

|  | Estemmenosuchidae |
|  |                   |

|  | Styracocephalidae |
|  |                   |

|  | Titanosuchidae   |
|  |                  |
|  | Tapinocephalidae |
|  |                  |

|  | Styracocephalidae |
|  |                   |

|  | Titanosuchidae   |
|  |                  |
|  | Tapinocephalidae |
|  |                  |

|  | Estemmenosuchidae |
|  |                   |

|  | Styracocephalidae |
|  |                   |

|  | Titanosuchidae   |
|  |                  |
|  | Tapinocephalidae |
|  |                  |

|  | Styracocephalidae |
|  |                   |

|  | Titanosuchidae   |
|  |                  |
|  | Tapinocephalidae |
|  |                  |

## Распространение
Все дейноцефалы известны из «среднепермских» отложений (казанская — раннетатарская эпохи).
Вероятно, дейноцефалы были распространены по всей Пангее. В 2012 году было объявлено об обнаружении останков терапсид в Южной Америке. 
Дейноцефалы вымерли в конце средней перми вследствие иссушения климата и конкуренции с другими терапсидами.

## Палеоэкология
Среди диноцефалов были растительноядные, всеядные и плотоядные формы. Некоторые, например, Keratocephalus, Moschops, Struthiocephalus и Jonkeria, вели полуводный образ жизни, тогда как другие, например, Anteosaurus, проводили больше времени на суше.
Назначение утолщённых костей черепа остается неясным. Основное предположение — использование их во внутривидовой борьбе (толкались лбами как бараны или морские игуаны). Альтернативная гипотеза — пронизанные кровеносными сосудами кости служили для терморегуляции. Известны остатки кожи дейноцефалов (титанозухов — археосиодонов), лишённой чешуй. Отпечатки следов тапиноцефалов описаны из Южной Африки.